# Issei Sagawa
Issei Sagawa, född 26 april 1949 i Kobe. död 24 november 2022, var en japansk mördare, kannibal och nekrofil. Han hade redan i sin barndom haft fantasier om att äta vackra kvinnor. Detta försökte han förverkliga som vuxen, men misslyckades med att fullborda sin fantasi. År 1981 lyckades han mörda och sedan förtära delar av den holländska kvinnan Renée Hartevelt (1956–1981) som studerade på samma universitet.

## Mordet på Renée Hartevelt
Den 11 juni 1981 bjöd Sagawa, som då studerade fransk litteratur, bjöd in Hartevelt till middag i sin lägenhet under förevändningen att de skulle prata litteratur. Då hon kom till lägenheten sköt han henne i nacken med ett gevär. Därefter förverkligade han sin plan att lemlästa, kannibalisera och utföra nekrofili på hennes lik under flera dagar.

## Sagawas liv efter fängelset
Efter att Sagwa släppts från fängelset, blev han känd i Japan och tjänade pengar på det offentliga intresset för hans person.[källa behövs] Han bodde i Tokyo. Han anlitades ofta som gästtalare och kommentator.

### Böcker
Sagawa skrev böcker om mordet. Han skrev också restaurangrecensioner för det japanska magasinet Spa. Sagawa var en av de fem mördare som professorn och författaren Micael Dahlén intervjuade i sin bok "Monster" från 2011.

### Film
År 1992 medverkade han i Hisayasu Satos film Uwakizuma: Chijokuzeme (Unfaithful Wife: Shameful Torture) som en sadosexuell voyeur.
Olivier Smolders kortfilm Adoration (2006) är baserad på Sagawas kannibal-historia. 2006 visade Viasat Explorer dokumentärfilmen "Cannibal Superstar", där han också blev porträtterad. 2009 dokumenterades han i ett History Channel-program med titeln "Strange Rituals", där kannibalism diskuterades. Issei Sagawa och hans bror Jun Sagawa medverkade i en intervju i Lucien Castaing-Taylor och Verena Paravels film Caniba (2017).